# Graf DK 15

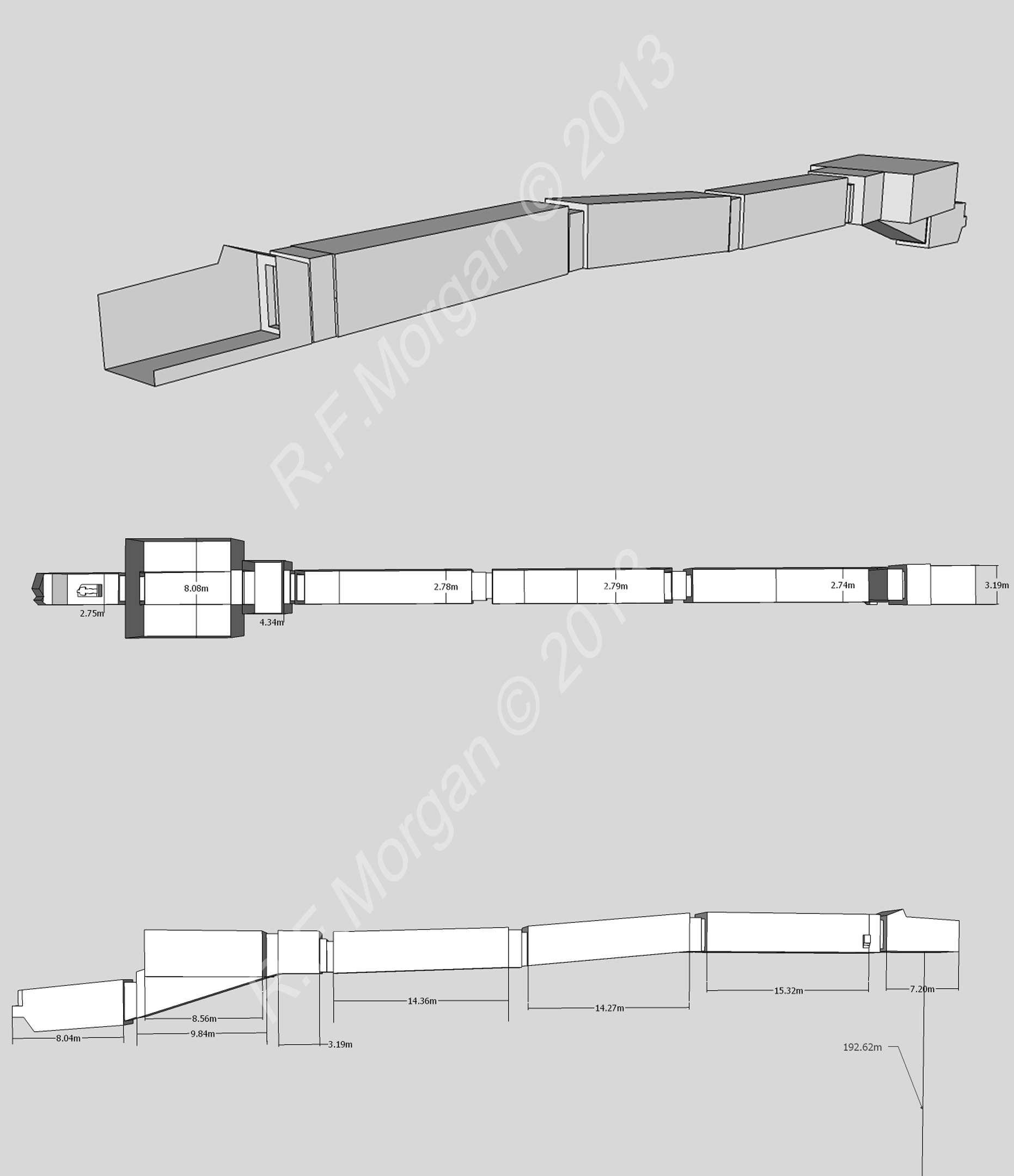
Schematische weergave van graf DK 15

Graf DK 15 is een graf uit de Vallei der Koningen. Het graf, daterend uit de 19e dynastie, werd ontdekt door Howard Carter. Het is gebouwd voor Seti II. De sarcofaag is zoek geraakt en nu ligt er een nog onbekende mummie in de tombe.